# Вилхелм VII (Монферат)
Вижте пояснителната страница за други личности с името Вилхелм.
Вилхелм VII Велики (на италиански: Guglielmo VII del Monferrato, Gran Marchese, * ок. 1240 в Торино, † 6 февруари 1292 в Алесандрия) от род Алерамичи е маркграф на Монферат от 1253 до 1292 г. Той е също титуляр-крал на Солунското кралство.

## Произход
Той е син на маркграф Бонифаций II († 1253) и на Маргарета от Савоя († 1254), дъщеря на граф Амадей IV от Савоя († 1253) и Анне от Бургундия († 1242), дъщеря на херцог Хуго III от Бургундия.
Вилхелм VII наследява баща си като маркграф на Монферат.

## Бракове
Първи брак: с благородничката Елена дьо Боско, с която няма деца.
Втори брак: За втори път той се жени през 1258 г. за английската благородничка Изабел де Клар (* 1240, † ок. 1270), дъщеря на Ричард де Кларе, 5 арл на Хертфорд († 1262).
- Маргарета († 1286), която през 1281 г. е омъжена за кастилийския принц Джовани († 1319).

Трети брак:от 1271 г. за принцеса Беатрис Кастилска († 1280), дъщеря на краля на Кастилия Алфонсо X Мъдри. Техните деца са:
- Йоланда (Ирина) († 1317), ∞ 1284 с византийския император Андроник II Палеолог
- Джовани I († 1305), маркграф на Монферат
- Алесина († ок. 1305), ∞ за Бертолдо Пончело Орсини

Както неговите предшественици Вилхелм е също привърженик на императорските (Гибелини) привърженици в Италия против тези на папата (Гвелфите). От тъста му Алфонсо от Кастилия, който от 1257 г. също е римско-немски крал, той получава викариата в Италия и става заместник на краля. Той привлича на своя страна много градове като Павия, Верчели, Алесандрия и Торино. Затова получава конфликти с графа на Савоя. През 1278 г. Вилхелм, наричан също „Capitano di guerra“, превзема годсподството на Милано. През 1290 г. той е пленен и затворен в Алесандрия, където умира през 1292 г.